# Asociación de Descendientes de la Nación Charrúa
La Asociación de Descendientes de la Nación Charrúa (acrónimo ADENCH) es una organización no gubernamental uruguaya creada en 1989 con la finalidad de rescatar, preservar y promover la identidad y cultura de los descendientes de los charrúas.
En 2005, ADENCH participó en la fundación del Consejo de la Nación Charrúa (CONACHA); en 2015 decidieron alejarse, citando irreconciliables diferencias.
En Uruguay se han formado otras agrupaciones: Basquadé Inchalá, Grupo Sepé, Guyunusa, Grupo Berá, Grupo Pirí, y el Integrador Nacional de Descendientes Indígenas Americanos (INDIA).